# A Fülöp-szigetek a 2014. évi téli olimpiai játékokon
A Fülöp-szigetek az oroszországi Szocsiban megrendezett 2014. évi téli olimpiai játékok egyik részt vevő nemzete volt. Az országot az olimpián 1 sportágban 1 sportoló képviselte, aki érmet nem szerzett. A Fülöp-szigetek 22 év után szerepelt újra a téli olimpiai játékokon.

## Műkorcsolya
| Versenyző                  | Versenyszám  | Rövid program | Rövid program | Kűr    | Kűr   | Összesítés | Összesítés |
| Versenyző                  | Versenyszám  | Pont          | Hely.         | Pont   | Hely. | Pont       | Helyezés   |
| -------------------------- | ------------ | ------------- | ------------- | ------ | ----- | ---------- | ---------- |
| Michael Christian Martinez | Férfi egyéni | 64,81         | 19.           | 119,44 | 20.   | 184,25     | 19.        |